# Venezuela az 1964. évi nyári olimpiai játékokon
Venezuela a japán Tokióban megrendezett 1964. évi nyári olimpiai játékok egyik részt vevő nemzete volt. Az országot az olimpián 5 sportágban 16 sportoló képviselte, akik érmet nem szereztek.

## Atlétika
Férfi
| Versenyző                                                    | Versenyszám     | Előfutam | Előfutam | Előfutam | Negyeddöntő | Negyeddöntő | Negyeddöntő | Elődöntő | Elődöntő | Elődöntő | Döntő   | Döntő    |
| Versenyző                                                    | Versenyszám     | Idő      | Hely.    | Össz.    | Idő         | Hely.       | Össz.       | Idő      | Hely.    | Össz.    | Idő     | Helyezés |
| ------------------------------------------------------------ | --------------- | -------- | -------- | -------- | ----------- | ----------- | ----------- | -------- | -------- | -------- | ------- | -------- |
| Lloyd Murad                                                  | 100 m           | 10,86    | 3.       | 46.*     | 10,77       | 8.          | 30.         | kiesett  | kiesett  | kiesett  | kiesett | kiesett  |
| Arquímedes Herrera                                           | 100 m           | 10,59    | 2.       | 17.*     | 10,43       | 2.          | 8.          | 10,42    | 7.       | 8.       | kiesett | kiesett  |
| Arquímedes Herrera                                           | 200 m           | 21,38    | 2.       | 18.*     | 21,29       | 4.          | 10.         | 21,07    | 6.       | 11.      | kiesett | kiesett  |
| Hortensio Fucil                                              | 400 m           | 47,95    | 5.       | 38.      | kiesett     | kiesett     | kiesett     | kiesett  | kiesett  | kiesett  | kiesett | kiesett  |
| Víctor Maldonado                                             | 400 m           | 47,7     | 7.       | 32.      | kiesett     | kiesett     | kiesett     | kiesett  | kiesett  | kiesett  | kiesett | kiesett  |
| Víctor Maldonado                                             | 400 m gát       | 51,64    | 2.       | 12.      |             |             |             | 51,19    | 7.       | 11.      | kiesett | kiesett  |
| Arquímedes Herrera Lloyd Murad Rafael Romero Hortensio Fucil | 4 × 100 m váltó | 40,10    | 2.       | 5.       |             |             |             | 39,65    | 3.       | 4.       | 39,53   | 6.       |

| Versenyző     | Versenyszám | 100 m | 100 m | Távolugrás | Távolugrás | Súlylökés | Súlylökés | Magasugrás | Magasugrás | 400 m | 400 m | 110 m gát | 110 m gát | Diszkoszvetés | Diszkoszvetés | Rúdugrás         | Rúdugrás         | Gerelyhajítás | Gerelyhajítás | 1500 m        | 1500 m        | Végeredmény   | Végeredmény   |
| Versenyző     | Versenyszám | Idő   | Pont  | Eredmény   | Pont       | Eredmény  | Pont      | Eredmény   | Pont       | Idő   | Pont  | Idő       | Pont      | Eredmény      | Pont          | Eredmény         | Pont             | Eredmény      | Pont          | Idő           | Pont          | Pont          | Helyezés      |
| ------------- | ----------- | ----- | ----- | ---------- | ---------- | --------- | --------- | ---------- | ---------- | ----- | ----- | --------- | --------- | ------------- | ------------- | ---------------- | ---------------- | ------------- | ------------- | ------------- | ------------- | ------------- | ------------- |
| Héctor Thomas | Tízpróba    | 10,7  | 879   | 700 cm     | 820        | 12,42 m   | 627       | 175 cm     | 634        | 51,4  | 744   | 16,7      | 685       | 38,43 m       | 654           | nem állt rajthoz | nem állt rajthoz | nem ért célba | nem ért célba | nem ért célba | nem ért célba | nem ért célba | nem ért célba |

* - egy másik versenyzővel azonos időt ért el

## Cselgáncs
| Versenyző  | Versenyszám | Csoportkör                                                    | Csoportkör | Negyeddöntő       | Elődöntő          | Döntő             | Helyezés |
| Versenyző  | Versenyszám | Ellenfél Eredmény                                             | Hely.      | Ellenfél Eredmény | Ellenfél Eredmény | Ellenfél Eredmény | Helyezés |
| ---------- | ----------- | ------------------------------------------------------------- | ---------- | ----------------- | ----------------- | ----------------- | -------- |
| Jorge Lugo | Középsúly   | 8. csoport · Fernando Matos (POR) · V · Okano Iszao (JPN) · V | 3.         | kiesett           | kiesett           | kiesett           | 17.      |

## Sportlövészet
Férfi
| Versenyző             | Versenyszám          | Pont | Helyezés |
| --------------------- | -------------------- | ---- | -------- |
| José-Antonio Chalbaud | Gyorstüzelő pisztoly | 565  | 40.      |
| Edgar Espinoza        | Szabadpisztoly       | 532  | 28.      |
| Enrico Forcella       | Sportpuska, fekvő    | 591  | 15.      |
| Agustin Rangel        | Sportpuska, fekvő    | 580  | 57.      |

## Úszás
Férfi
| Versenyző        | Versenyszám | Előfutam | Előfutam | Előfutam | Elődöntő | Elődöntő | Elődöntő | Döntő   | Döntő    |
| Versenyző        | Versenyszám | Idő      | Hely.    | Össz.    | Idő      | Hely.    | Össz.    | Idő     | Helyezés |
| ---------------- | ----------- | -------- | -------- | -------- | -------- | -------- | -------- | ------- | -------- |
| Téodoro Capriles | 100 m gyors | 57,2     | 6.       | 43.      | kiesett  | kiesett  | kiesett  | kiesett | kiesett  |
| Téodoro Capriles | 400 m gyors | 4:44,5   | 6.       | 42.      |          |          |          | kiesett | kiesett  |

Női
| Versenyző            | Versenyszám | Előfutam | Előfutam | Előfutam | Elődöntő | Elődöntő | Elődöntő | Döntő   | Döntő    |
| Versenyző            | Versenyszám | Idő      | Hely.    | Össz.    | Idő      | Hely.    | Össz.    | Idő     | Helyezés |
| -------------------- | ----------- | -------- | -------- | -------- | -------- | -------- | -------- | ------- | -------- |
| Anneliese Rockenbach | 100 m gyors | 1:04,3   | 3.       | 22.      | kiesett  | kiesett  | kiesett  | kiesett | kiesett  |
| Anneliese Rockenbach | 100 m hát   | 1:14,1   | 7.       | 27.      |          |          |          | kiesett | kiesett  |

## Vitorlázás
Nyílt
| Versenyző               | Versenyszám | Futam | Futam | Futam | Futam | Futam | Futam | Futam | Pontszám | Helyezés |
| Versenyző               | Versenyszám | 1     | 2     | 3     | 4     | 5     | 6     | 7     | Pontszám | Helyezés |
| ----------------------- | ----------- | ----- | ----- | ----- | ----- | ----- | ----- | ----- | -------- | -------- |
| Karsten Boysen          | Finn dingi  | 157   | 172   | 277   | 157   | (101) | 239   | 188   | 1190     | 29.      |
| Daniel Camejo Juan Feld | Csillaghajó | (127) | 218   | 428   | 185   | 185   | 155   | 185   | 1356     | 16.      |